# Nanine Souvestre-Papot
Pour les articles homonymes, voir Souvestre.
Nanine Souvestre (nom d'autrice d'Angélique Anne Papot), née le 17 décembre 1806 à Vieillevigne (Loire-Inférieure), et morte à Quimper (Finistère) le 17 novembre 1886, est une femme de lettres française Elle est l'épouse de l'écrivain Émile Souvestre.

## Biographie
Angélique Anne Papot naît le 17 décembre 1806 à Vieillevigne. Elle est la fille d'Antoine René Papot, instituteur (décédé en 1824), et d'Anne Justine Caillaud (décédée en 1857).
Au début des années 1830, elle vit à Nantes, où son frère Alexis, professeur est un proche d'Émile Souvestre, avocat originaire de Morlaix, puisqu'il est témoin au premier mariage de celui-ci le 20 avril 1830. Ils sont aussi associés professionnellement comme codirecteurs d'un institut privé lancé par René Luminais et fondé sur la méthode Jacotot.
Émile Souvestre se trouve veuf en mai 1831, peu après la naissance d'un fils qui meurt lui-même le 29 septembre de la même année. En mai 1832, a lieu son remariage avec Angélique Anne Papot. Le couple quitte très vite Nantes et s'installe à Brest après un passage à Morlaix. À Brest, naissent deux filles, Noémi en 1834 et Marie en 1835. La famille part ensuite pour Mulhouse et une troisième fille, Adah-Ana, y nait en 1836. La même année, la famille quitte Mulhouse pour s'installer à Paris.
En 1836, parait le premier roman d'Anne, sous le nom de Nanine Souvestre, qui reprend le surnom de "Nanine" utilisé par son mari Emile. Elle aide aussi celui-ci dans la rédaction d'articles pour de nombreuses revues. Elle s'exprime couramment en anglais et a de nombreuses amies anglaises. Elle participe aux mouvements féministes de l'époque. Sa seconde fille, Marie Souvestre, sera également une féministe, pédagogue pionnière, traductrice et philanthrope.
Devenue veuve en 1854, elle ralentit ses activités et à partir de 1865, elle vit à Versailles à côté d'Édouard Charton et de son épouse, leurs grands amis, et de sa fille aînée, Noémi, mariée avec Eugène Lesbazeilles.
Elle décède le 17 novembre 1886 à Quimper, chez sa troisième fille Adah-Ana, épouse du peintre Alfred Beau, originaire de Morlaix, directeur de la faïencerie Porquier-Beau.

## Œuvres
- Antonio Giovani, Imprimerie de Côme et Bonnetbeau, Brest, 1836, 2 volumes in-12 de 28 feuilles + 4 gravures sur acier.
- Antonio ou mensonge et repentir, Limoges, 1844
- Un premier mensonge ou le petit chevrier, Limoges, 1846
- Trois mois de vacances, Tours, 1847